# Ceseli Josephus Jitta
Ceseli Josephus Jitta (Wassenaar, 10 augustus 1952) is een Nederlands schrijfster en illustratrice.

## Levensloop
Ceseli werd geboren in Wassenaar. Ze ging naar de Académie Julian in Parijs en vervolgens naar de Rietveld Academie in Amsterdam. Hierna was ze jarenlang docent tekenen en aquarel. In 1986 illustreerde ze haar eerste kinderboek Sinterklaas. Naast haar illustratiewerk is ze ook als beeldend kunstenaar actief. Samen met theaterproducent Josee Hussaarts van het jeugdtheater Kwatta maakte ze een voorstelling die was gebaseerd op haar boek Wat is er toch met Lola Fink?. 
In 2000 ontving ze de Vlag en Wimpel voor haar illustratie-oeuvre. In 2007 ontving ze nog eens de Zilveren Griffel.